# Peridea
Genre
Le genre Peridea regroupe des lépidoptères (papillons) de la famille des Notodontidae.

## Liste des espèces
- Peridea albipuncta (Gaede, 1930).
- Peridea aliena (Staudinger, 1892).
- Peridea anceps (Goeze, 1781) — Timide.
- Peridea angulosa (J. E. Smith, 1797).
- Peridea basitriens (Walker, 1855).
- Peridea dichroma Kiriakoff, 1959.
- Peridea elzet Kiriakoff, 1963.
- Peridea ferruginea (Packard, 1864).
- Peridea gigantea Butler, 1877.
- Peridea graeseri (Staudinger, 1892).
- Peridea grahami (Schaus, 1928).
- Peridea hoenei Kiriakoff, 1963.
- Peridea korbi (Rebel, 1918).
- Peridea lativitta (Wileman, 1911).
- Peridea moltrechti (Oberthür, 1911).
- Peridea monetaria (Oberthür, 1879).
- Peridea oberthueri (Staudinger, 1892).
- Peridea sikkima (Moore, 1879).